# Lot Vekemans
Lot Vekemans (Oss, 1965) is een Nederlands toneelschrijfster.

## Carrière
Na het gymnasium aan het Titus Brandsma Lyceum in Oss studeerde Lot Vekemans sociale geografie aan de Universiteit Utrecht. Daarna volgde ze de Schrijversvakschool 't Colofon in Amsterdam, waar ze in 1993 afstudeerde met hoofdvak drama en bijvak journalistiek. Vijf à zes jaar combineerde ze theaterjournalistiek met haar werk als dramaschrijver. Ze schreef voor onder meer Toneel Teatraal en was redactielid van het tijdschrift Theatermaker (TM). Vanaf 1999 wijdt ze zich geheel aan het schrijven van dramateksten.
Haar werk is in 15 talen vertaald en in meer dan 25 landen opgevoerd, waaronder in New York, Londen, Berlijn, Peking, Moskou, festival Avignon, Mexico, Rio, Montevideo, Madrid, Kopenhagen en Athene. Haar bekroonde stuk Gif maakt sinds 2009 een internationale tour met ongeveer 70 verschillende opvoeringen wereldwijd. Zij is de meest opgevoerde Nederlandse toneelschrijver in binnen- en buitenland.
Vekemans is oprichter van de Stichting MAM (Meerdere Antwoorden Mogelijk), die theaterproducties van nieuw Nederlands repertoire en internationale uitwisseling tussen toneelauteurs bevordert. 

## Werkenlijst
- De nimf, 1997
- Geen gewoon meisje, 1998
- A new day / Een hele nieuwe dag, 1998
- Charlies Angels: the true story, 1998
- Koetjes en kalfjes: een boerendrama, 1999
- Reis zonder Landkaart, 2000
- Hé Payo, 2001
- Truckstop, 2001
- Vergeten, 2002
- Aalsmeer, 2003
- Desnoods, 2003
- Vreemde Vogels, 2004
- Licht!, 2005
- Zus Van, 2006
- Mind your Step / Klein Babylon, 2006
- Judas, 2007
- Leda Court, 2008
- Gif / Sommige Mensen, 2009
- Klein Babylon, 2009
- Kleine Faust, 2009
- Klein Utopia, 2010
- Mind your step 2, 2010
- De nacht van de val, 2010
- Moresnet / Grensgevallen, 2012
- Een bruidsjurk uit Warschau (roman, Cossee, 2012)
- Vals, 2013
- Toekomstige Verleden Tijd, 2015
- Momentum, 2018
- Niemand wacht op je, 2018
- De Verdwenene (roman, Cossee, 2021)
- BLIND, 2023

## Prijzen

### Bekroningen
- 2005: driejaarlijkse Van der Viesprijs voor haar complete toneeloeuvre, in het bijzonder Zus van en Truckstop
- 2010: Taalunie Toneelschrijfprijs voor Gif
- 2016: Ludwig Müllheim Theaterpreis voor haar Duitstalige oeuvre

### Nominaties
- Vijfjaarlijkse KANTL-prijs voor Gif en Vals
- Anton Wachterprijs voor Een bruidsjurk uit Warschau

- Bibsys: 15038440
- Biblioteca Nacional de España: XX5400117
- Bibliothèque nationale de France: cb16203119r (data)
- Gemeinsame Normdatei: 1023530309
- International Standard Name Identifier: 0000 0003 6724 7131
- Library of Congress Control Number: no2015027971
- Nationale Bibliotheek van Tsjechië: xx0198880
- Nederlandse Thesaurus van Auteursnamen: 146464648
- Système universitaire de documentation: 14649301X
- Virtual International Authority File: 231023255
- WorldCat: E39PBJhhpDTGg8qPwQdhp6TWDq